# Wilhelm von Rümann
Wilhelm von Rümann eller Ruemann (født 11. november 1850 i Hannover, død 6. februar 1906 i München) var en tysk billedhugger.
Von Rümann studerede i Hannover og i München og blev stærkt påvirket af læreren Wagmüller; fra 1887 var han professor ved Münchens Akademi. Han har skabt mange monumentalarbejder: det betydelige sejrsmonument (Wörth), mindesmærker for Rückert (Schweinfurt), Ohm (München), Pettenkofer (München), for Vilhelm I (Stuttgart og Heilbronn), gravmælet over prinsesse Ludovika, den virtuosmæssig udførte naturalistiske buste af prinsesse Therese af Bayern med flere. I Berlins Nationalgalleri fandtes den smukke statue i marmor: Nøgen siddende pige (1901). Von Rümanns virksomhed bidrog i høj grad til skulpturens opsving i 1890'erne i München.